# Ancient Aliens
Ancient Aliens (Alienígenas Ancestrales a Hispanoamèrica, Generación Alien a Espanya) és una sèrie de televisió nord-americana que es va estrenar el 20 d'abril del 2010, al canal History. Produït per Prometheus Entertainment, el programa presenta la hipòtesi dels antics astronautes i proposa que els textos històrics, l'arqueologia, els ensenyaments espirituals i diverses llegendes contenen proves que en el passat l'ésser humà va tenir contacte amb civilitzacions extraterrestres, mitjançant arguments i explicacions extretes de documents antics, creences religioses i esdeveniments històrics bíblics. Correlativament, la sèrie ha estat durament criticada per científics i historiadors, titllant-la d'un pamflet de teories de pseudociencia i pseudohistoria. L'any 2012, un documental de 3 hores (Ancient Alien Debunked) es va presentar com a refutació fil per randa de les hipòtesis plantejades a la sèrie.
L'especial que va donar origen a la sèrie va sortir en atena el 8 de març del 2009. La primera temporada consta de 5 episodis, amb una durada de 90 minuts cadascun. La segona temporada de la sèrie, que consta de 10 episodis amb una durada de 45 minuts cadascun, va començar a emetre's el 28 d'octubre del 2010. A la fi del 2012 es va estrenar per a Llatinoamèrica la tercera temporada, la qual consta de 16 capítols, examinant 75 milions anys, des de l'edat dels dinosaures, passant per l'antic Egipte, fins al cel sobre el desert nord-americà en l'actualitat. La quarta i cinquena temporada es van estrenar, als EUA, el 17 de desembre i el 21 de desembre del 2012, respectivament.

## Producció
A l'episodi pilot, escrit i dirigit pel productor executiu Kevin Burns, apareixen com a personalitats destacades les següents: Giorgio A. Tsoukalos, consultor de producció; Erich von Däniken; l'ufòleg C. Scott Littleton, com a consultor expert de la sèrie fins a la seva mort el 2010; i el locutor de ràdio George Noory, qui apareixerà en cinc episodis més. Exceptuant en aquest episodi pilot, l'autor d'Història Alternativa David Childress apareix amb freqüència a la majoria dels episodis.

## Recepció televisiva
El programa tenia 1.676 milions d'espectadors a la fi de l'octubre del 2010, 2.034 milions a mitjans de desembre (per a l'episodi "Estructures inexplicables"), i a la fi del gener del 2011 tenia 1.309 milions d'espectadors.

## Crítica científica
La sèrie ha rebut nombroses crítiques de mitjans, científics i historiadors nacionals i internacionals. Ha estat qualificada d'"espectacle de teories forassenyades" i "altament especulativa". La pràctica totalitat de les hipòtesis exposades a la sèrie no són compartides per la comunitat científica internacional.

### Alienígenes Ancentrals
Alienígenes Ancestrals és un documental de 3 hores de durada produït l'any 2012 per Chris White amb l'assistència de Michael S. Heiser, expert en texts bíblics, clàssics i sumeris. El seu objectiu és confutar i oferir explicacions científiques als temes mostrats en Alienígenes Ancestrals. Entre els temes tractats al documental figuren l'origen de Puma Punku, la construcció de la Gran Piràmide, les línies de Nazca, la veritat darrera dels suposats OVNIS representats en l'art religiós medieval i del Renaixement, i una crítica a les teories pseudocientífiques de Zecharia Sitchin.